# Call of the Wild
Call of the Wild — восьмий студійний альбом німецького павер-метал-гурту Powerwolf. Альбом вийшов 16 липня 2021.

## Список композицій
Автор музики і слів Метью Грейвулф, Чарльз Грейвулф, Аттіла Дорн, Фальк Марія Шлегель та Рул ван Гелден. 
| #     | Назва                       | Тривалість |
| ----- | --------------------------- | ---------- |
| 1.    | «Faster Than the Flame»     | 4:08       |
| 2.    | «Beast of Gévaudan»         | 3:31       |
| 3.    | «Dancing with the Dead»     | 4:05       |
| 4.    | «Varcolac»                  | 3:52       |
| 5.    | «Alive or Undead»           | 4:23       |
| 6.    | «Blood for Blood (Faoladh)» | 3:11       |
| 7.    | «Glaubenskraft»             | 3:56       |
| 8.    | «Call of the Wild»          | 3:39       |
| 9.    | «Sermon of Swords»          | 3:18       |
| 10.   | «Undress to Confess»        | 3:31       |
| 11.   | «Reverent of Rats»          | 2:54       |
| 40:28 |                             |            |

## Учасники запису
- Аттіла Дорн — вокал
- Метью Грейвулф — електрогітара, ритм-гітара
- Чарльз Грейвулф — бас-гітара, ритм-гітара
- Рул ван Гелден — ударні
- Фальк Марія Шлегель — клавішні, орган

## Чарти
| Чарт (2021)                     | Місце |
| ------------------------------- | ----- |
| Austrian Albums Chart           | 5     |
| Belgian Albums Chart (Фландрія) | 15    |
| Belgian Albums Chart (Валлонія) | 25    |
| Dutch Album Top 100             | 16    |
| Finnish Albums Chart            | 11    |
| German Albums Chart             | 2     |
| Polish Albums Chart             | 24    |
| Swiss Albums Chart              | 5     |